# Las calles de Valladolid
Las calles de Valladolid —subtitulada nomenclátor histórico— es una obra escrita por Juan Agapito y Revilla y publicada por primera vez en 1937.

## Descripción
| Las calles son la vida de los pueblos. En los tiempos antiguos, porque el comercio se verificaba en ciertos parajes determinados, muchos oficios tenían sus talleres u obradores a la vista del pueblo y los mercados, que tanta importancia tenían, se celebraban en plena plaza pública; y hoy, porque la actividad de la vida, en todos sus aspectos, requiere una constante comunicación, y el tráfico ha aumentado tan prodigiosamente; antes, ahora y siempre, la calle fué, es y será el principal elemento en la organización y funcionamiento de las ciudades. —Agapito y Revilla, en la «Nota preliminar» que acompaña a la edición de 1937 |

La obra habría germinado a partir de algunos bocetos sobre calles de la ciudad española de Valladolid publicados por Agapito y Revilla y otros autores en el periódico La Libertad. La primera edición salió de la imprenta y librería Casa Martín en 1937, durante la Guerra Civil española. El título de cada calle se acompaña, explica Agapito y Revilla, de «una breve explicación de lo que constituyen esas calles». El autor es descrito en las primeras páginas de la primera edición con las siguientes palabras: «Arquitecto municipal. Delegado de Bellas Artes de la provincia y Consiliario de la Academia de Bellas Artes de Valladolid. Académico correspondiente de las Nacionales de la Historia y de Bellas Artes de San Fernando, etc.». Javier Burrieza Sánchez asegura que su lectura resulta «muy amena». En 1982, se publicó una edición con introducción de Juan José Martín González. Existe otra edición de 2004.